# فرنسيس أليجرا
فرنسيس أليجرا (بالإنجليزية: Francis Allegra)‏ هو قاضي أمريكي، ولد في 14 أكتوبر 1957، وتوفي في 27 أغسطس 2015.